# 電擊任天堂
《电击任天堂》是日本ASCII Media Works（原MediaWorks）发行的游戏杂志。杂志主要涵盖任天堂游戏和游戏平台的信息，攻略，情报。也连载一些漫画。

## 沿革[1]
- 1992年12月26日杂志发行首刊，名为《电撃スーパーファミコン》（电击 Super Famicom）。
- 1996年6月在N64主机发售后，更名为《电撃NINTENDO64》（电击 Nintendo 64）。
- 2001年3月GBA发售，易名为《电撃GBアドバンス》（电击 GB Advance）。
- 2002年1月和8月号短期内改名为《电撃ゲームキューブ》（电击 GameCube）。
- 2004年1月改名为《デンゲキゲームキューブ》（电击 GameCube，只是完全写成了片假形式）。
- 2006年4月随着NDS发售，更名为《デンゲキニンテンドーDS》（电击 Nintendo DS）。
- 2012年5月号暂改名为《デンゲキニンテンドー for KIDS》（电击 Nintendo for Kids）。
- 2013年6月号杂志改名为《电撃Nintendo》。名称延续至今（词条最后更改日）。

1. ↑  . Wikipedia. 2017-01-18 （英语）.